# Matouš Jaluška
Matouš Jaluška (* 30. ledna 1985, Turnov) je český literární vědec. Zaměřuje se na problematiku středověkého písemnictví.

## Životopis
Vysokoškolské vzdělání získal na Filozofické fakultě Univerzity Karlovy v Praze, kde absolvoval magisterský program historie a komparatistika (2010) a doktorský program Obecná a srovnávací literatura (2017). Od roku 2012 studoval několik let evangelickou teologii na Evangelické teologické fakultě UK.
Od roku 2014 působí v Ústavu pro českou literaturu Akademie věd ČR, kde od roku 2023 vede Oddělení starší literatury. V letech 2017–2023 působil také na Ústavu české literatury a komparatistiky FF UK, kde dále vyučuje jako externista. Spolupracoval s Českým rozhlasem 3 Vltava na tvorbě interpretačních esejů k poezii, je též dlouhodobým přispěvatelem časopisu A2.
Od roku 2022 slouží jako výpomocný kazatel v Ochranovském sboru při Českobratrské církvi evangelické v Rovensku pod Troskami.

### Ocenění
- 2017 – Cena Josefa Hlávky pro mladé pracovníky Akademie věd České republiky, kterou uděluje Nadace Josefa Hlávky[7]

- 2020 – Prémie Otto Wichterleho pro mladé vědecké talenty[8]